# Rancho Nuevo San José
Rancho Nuevo San José är en ort i Mexiko.   Den ligger i kommunen Papantla och delstaten Veracruz, i den sydöstra delen av landet, 220 km nordost om huvudstaden Mexico City. Rancho Nuevo San José ligger 88 meter över havet och antalet invånare är 317.
Terrängen runt Rancho Nuevo San José är huvudsakligen platt, men åt sydväst är den kuperad. Terrängen runt Rancho Nuevo San José sluttar norrut. Runt Rancho Nuevo San José är det ganska tätbefolkat, med 179 invånare per kvadratkilometer. Närmaste större samhälle är Poza Rica de Hidalgo, 12,9 km sydväst om Rancho Nuevo San José. Omgivningarna runt Rancho Nuevo San José är en mosaik av jordbruksmark och naturlig växtlighet.